# Vardges Surenianț
Vardges Surenianț (în armeană Վարդգես Սուրենյանց, în rusă Вардгес Акопович Суренянц, transliterat: Vardghes Akopovici Surenianț; n. 27 februarie 1860, Ahalțihe, Imperiul Rus – d. 6 aprilie 1921, Krasnoarmeisk, gubernia Taurida, RSFS Rusă) a fost un pictor, sculptor, ilustrator, traducător, critic de artă și artist teatral armean. El este considerat întemeietorul picturii istorice armenești. Picturile sale prezintă scene din basmele armenești și diverse evenimente istorice. Deși Surenianț a avut o singură expoziție dedicată operelor sale în cursul întregii sale vieți, el a fost admirat de mulți dintre contemporanii săi, printre care multe personalități ale societății armene și ruse precum Martiros Sarian, Ilia Repin și Vladimir Stasov.

## Biografie

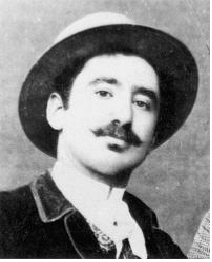
Vardges Surenianț în tinerețe

Vardges Surenianț s-a născut în orașul Ahalțihe din Imperiul Rus (azi în statul modern Georgia) la 27 februarie 1860. Tatăl său, Hakop Surenianț, a fost preot și a predat istoria religiei. Familia Surenianț s-a mutat apoi la Simferopol în 1868. Tatăl lui Vardges a fost numit apoi preot în Episcopia Armeană de la Moscova. În perioada șederii sale la Moscova, Vardges Surenianț a avut ocazia să studieze la prestigioasa Școală Armeană Lazariană din acel oraș. În 1876 el și-a continuat studiile la Școala de Pictură, Sculptură și Arhitectură din Moscova, absolvind în anul 1879. În același an, Surenianț a plecat la München (Germania), unde a studiat arhitectura la Academia de Arte Frumoase, dezvoltându-și educația în domeniul picturii și absolvind apoi cursurile universitare în 1885.
A călătorit în Italia în 1881 și a vizitat insula San Lazzaro degli Armeni, unde se află congregația armeano-catolică a mechitariștilor. În biblioteca lor a studiat arta plastică armeană și manuscrisele armenești. A realizat portretele lui Mikayel Chamchian și ale altora. În 1883 a scris un prim articol intitulat „Câteva cuvinte despre arhitectura armeană”, care a fost publicat în ziarul armean Meghu Hayastani. În perioada 1885-1887 a călătorit în orașele persane Tabriz, Teheran, Isfahan și Shiraz, în cadrul expediției orientalistului rus Valentin Jukovski. După încheierea expediției, Surenianț a tradus piesa istorică Richard al III-lea a lui William Shakespeare și a trimis-o la Constantinopol, pentru ca actorul Bedros Adamian să o poată pune în scenă. În perioada 1890–1891 a predat istoria artei la Seminarul Gevorkian din Armenia.
În 1892 Surenianț a vizitat orașul medieval armean Ani și lacul Sevan și s-a familiarizat cu obiceiurile cotidiene tipice vieții rurale armenești. În același an, a plecat la Moscova unde a făcut parte din mai multe cercuri artistice. În 1901 a avut loc la Baku o expoziție cu lucrările sale, iar aceasta a fost singura expoziție a lui Surenianț în cursul întregii sale vieți. În anii 1901–1902 a sculptat un bust al pictorului armeano-rus Ivan Aivazovski.
În timpul Genocidului Armean, Surenianț a realizat mai multe picturi ale supraviețuitorilor care au găsit refugiu în Armenia Rusă. În 1916 a plecat la Tiflis, unde, împreună cu alți artiști precum Mardiros Sarian și Panos Terlemezian, a fondat Societatea Artistică Armeană.
În 1917 Surenianț s-a mutat la Ialta, unde a fost angajat să realizeze decorațiunile catedralei armene nou construite. El a decorat cu picturi altarul, pereții și cupola bisericii. În timpul pictării bisericii, Surentianț s-a îmbolnăvit grav și a murit la 6 aprilie 1921, fiind înmormântat în interiorul bisericii armene din Ialta.

## Stil artistic

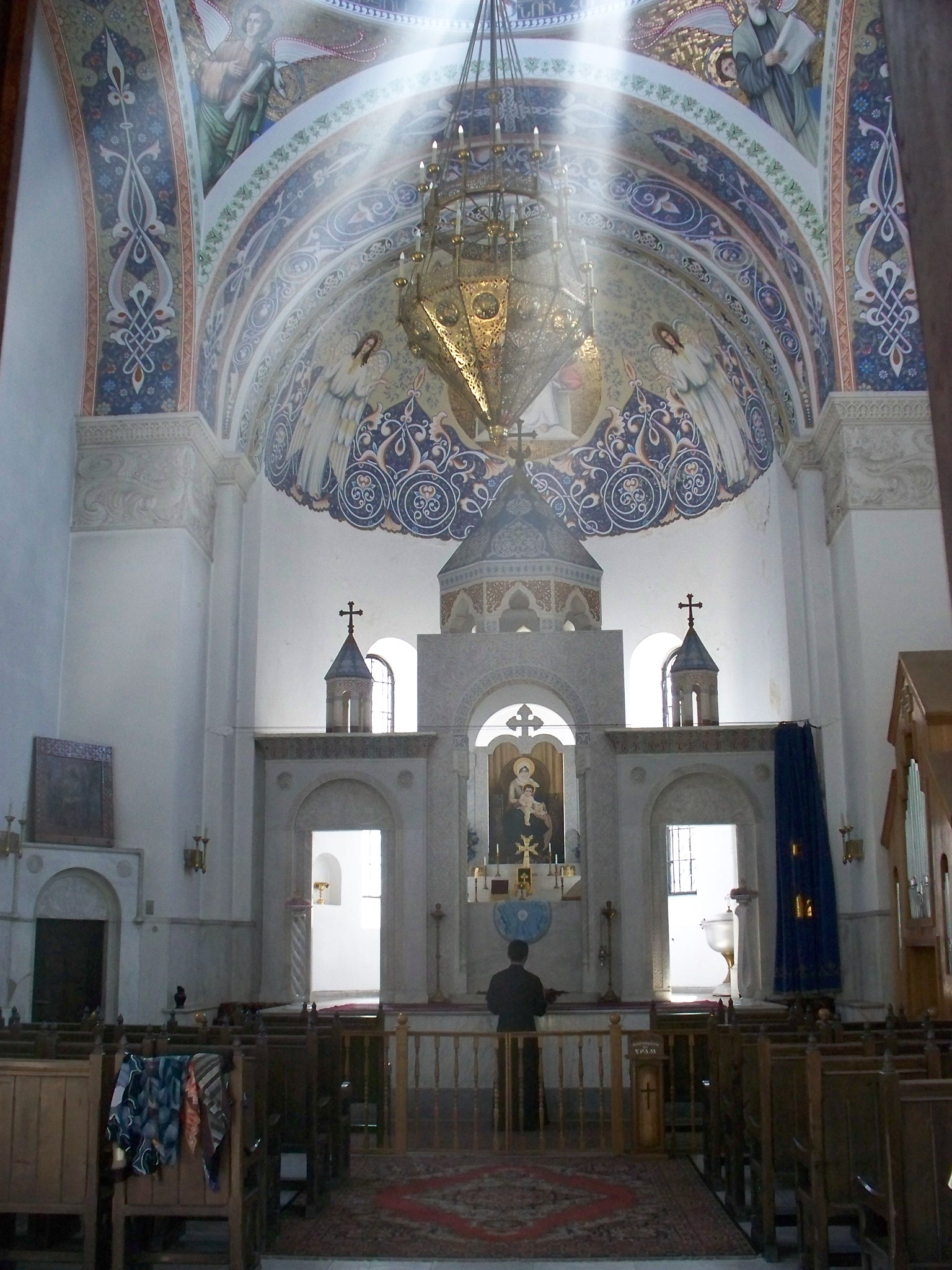
O mare parte din decorațiunile picturale interioare ale Bisericii armene din Ialta au fost realizate de Surenianț

La începutul carierei sale de artist, Surenianț a fost interesat de schițe și caricaturi în cursul studiilor sale la Școala Lazariană. În timp ce se afla la München, Surenianț a început să deseneze și să picteze. Unele dintre caricaturile sale au fost publicate în revista satirică germană Fliegende Blätter. El a fost, de asemenea, cunoscut ca ilustrator al unor opere literare celebre, precum Cartea regilor a lui Firdoùsi, poemul Fântâna din Bahcisarai al lui Aleksandr Pușkin, publicat în 1899 cu ocazia aniversării a 100 de ani de la nașterea autorului, nuvela „Hagi Murad” (1912) a lui Lev Tolstoi, trei piese de teatru (1904) ale lui Maurice Maeterlinck, povești populare armene (1906-1914), povestea „Ziua de naștere a Infantei” (1909) a lui Oscar Wilde și operele romancierei suedeze Selma Lagerlöf, poetului belgian Georges Rodenbach și scriitorilor armeni Smbat Shahaziz și Alexander Țaturian.
Surenianț este clasificat adesea ca un pictor realist. El a afirmat odată că „pictorii trebuie să picteze viața așa cum apare ea în fața ochilor noștri”. Stilul său reflectă peisajelor și a evenimentelor istorice. Surenianț a jucat un rol important în reînvierea evenimentelor istorice armene prin intermediul artei. Pointilismul a fost una dintre tehnicile sale principale.

## Moștenirea sa artistică
În ciuda succesului său ca pictor, Surenianț a avut o singură expoziție în cursul întregii sale vieți. Cu toate acestea, au existat mai multe expoziții postume în cinstea sa, inclusiv expoziții la Veneția (1924), Erevan (1931, 1941, 1960, 2010) și în alte părți. Cea mai recentă expoziție a avut loc în 2010, cu ocazia aniversării a 150 de ani de la nașterea lui Surenianț. În cursul expoziției, prim-ministrul Armeniei, Tigran Sargsian, a spus că:
| “ | Surenianț poate fi inclus în familia celor mai mari artiști ai lumii, iar statul nostru are multe de făcut în această privință: sărbătorirea a 150 de ani ar trebui să lanseze procesul recunoașterii sale internaționale. Am descoperit întâmplător un detaliu interesant pe măsură ce mă familiarizam cu experiența sa de viață. În cursul vieții sale, Surenianț a avut o singură expoziție personală: la Baku în 1901. Inițiativa noastră este excepțională din acest punct de vedere, deoarece am încercat să aducem în atenția publicului tot ce am putut aduna de-a lungul timpului. | ” |

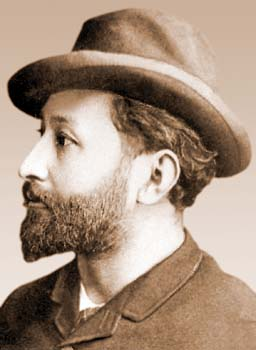
Surenianț în ultimii săi ani de viață

Surenianț era bine cunoscut în comunitatea artiștilor și avea mulți prieteni printre artiștii ruși celebri, precum pictorii Igor Grabar, Vasili Polenov, Aleksandr Golovin și sculptorii Aleksandr Matveev și Nikolai Andreev.

Un admirator al său a fost pictorul rus Ilia Repin, care a afirmat următoarele: 
| “ | Picturile lui Vardges Surenianț m-au fascinat de prima dată când le-am văzut; el este un exemplar strălucit al noii școli [de pictură] – originalitatea sa este de proporții neobișnuit de mari, iar dragostea sa pasională pentru cel mai mic detaliu este remarcabilă. | ” |

Un alt admirator a fost criticul de artă rus Vladimir Stasov, care a spus: 
| “ | Competența superioară a lui Surenianț în pictarea arhitecturii Orientului, acordând o atenție deosebită detaliilor complexe ale motivelor ei, conferă picturilor sale o splendoare de culori. | ” |

Pictorul armean Martiros Sarian a spus odată despre Surenianț că, „având o înțelegere largă a culturii, cele mai bune lucrări ale sale conțin inima fremătândă a națiunii armene” și a adăugat: „Este, prin urmare, sigur că lucrările lui Surenianț vor dăinui atât timp cât poporul armean ca dăinui.”

## Galerie

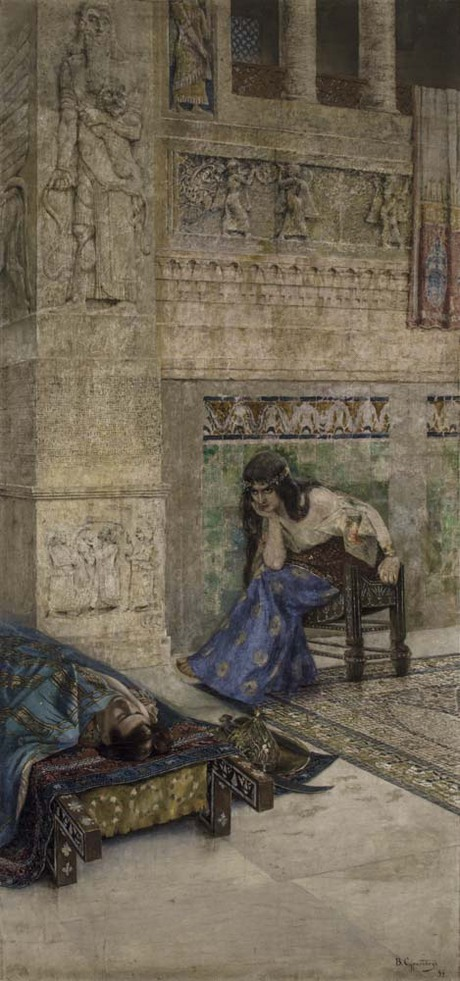
Shamiram și Ara cel Frumos
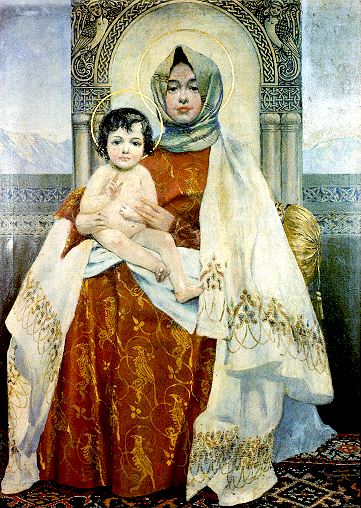
Fecioara cu Pruncul
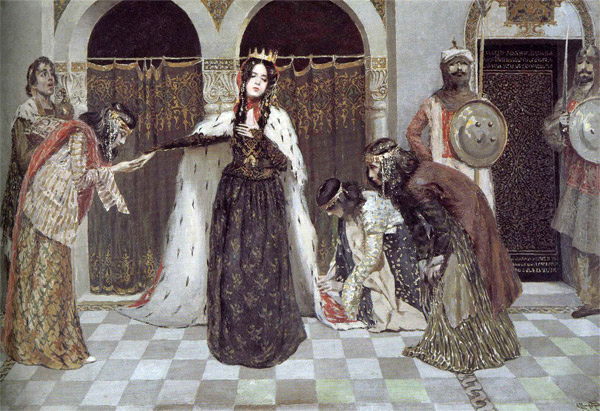
Întoarcerea reginei Zabel a Armeniei
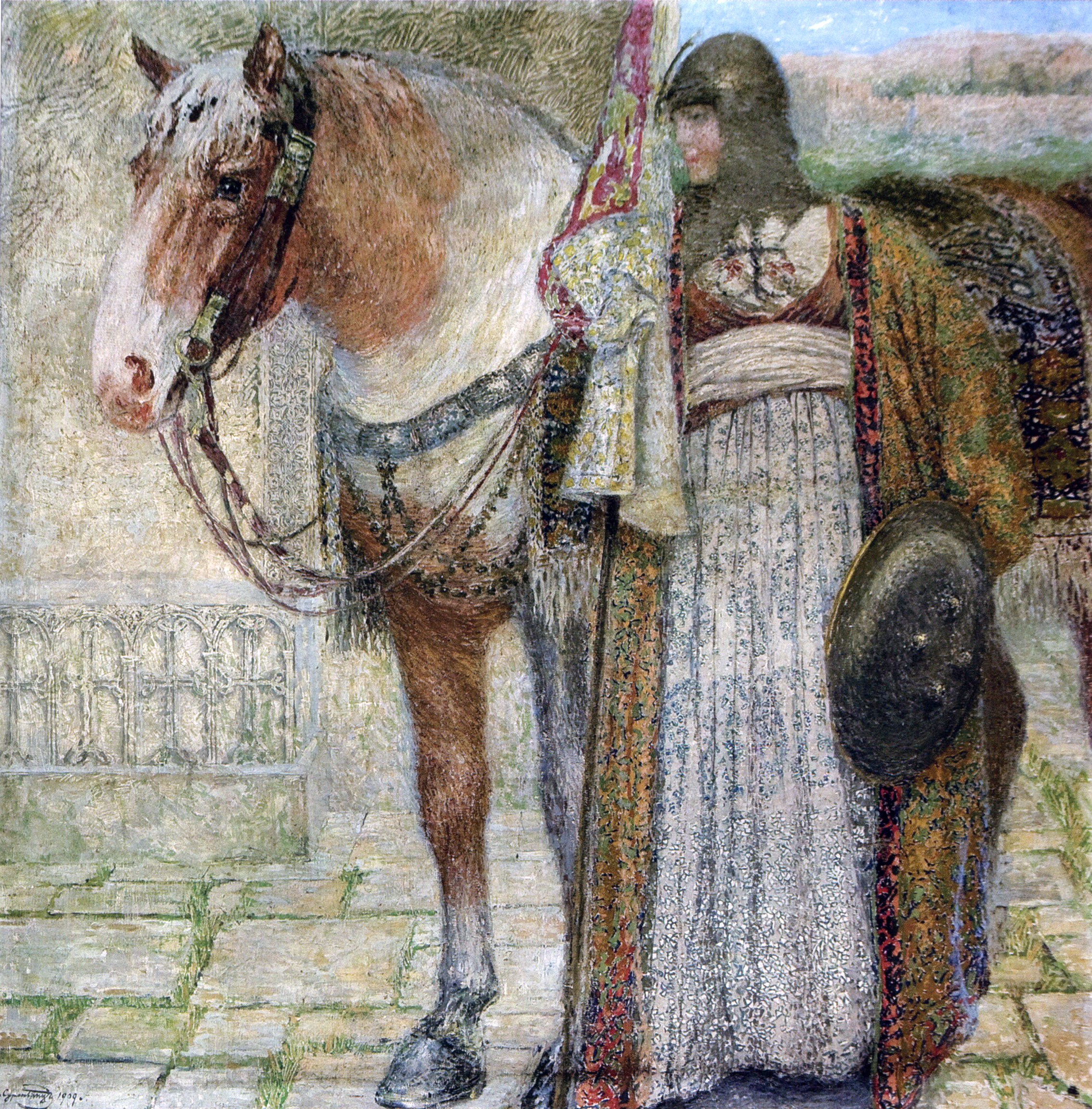
Femeia cavaler
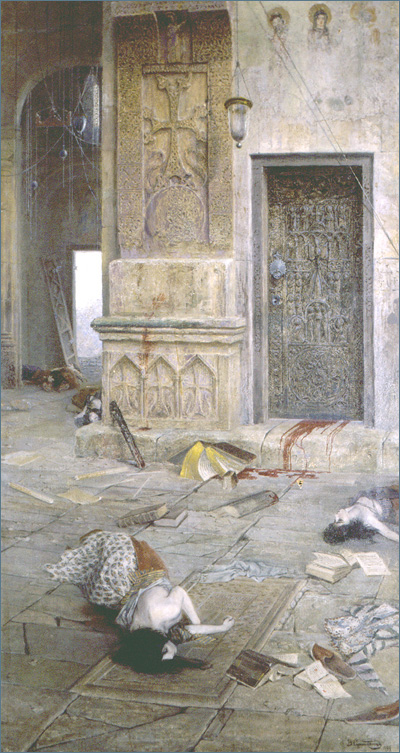
După masacru

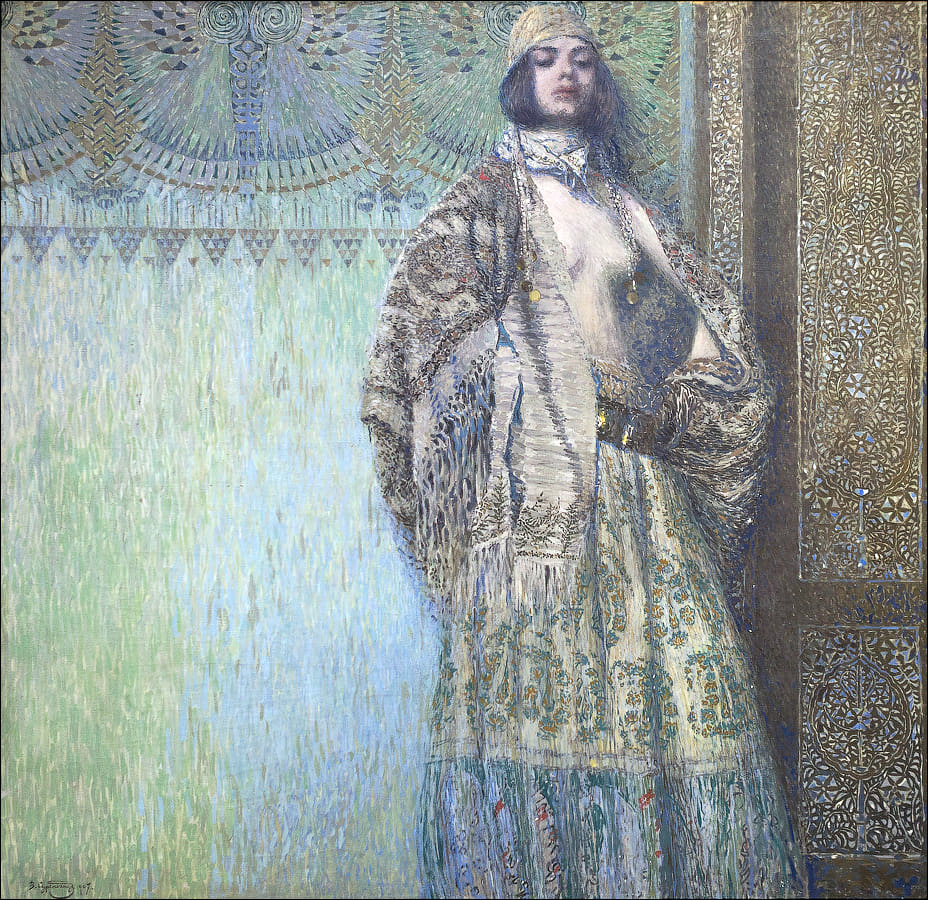
Salomeea
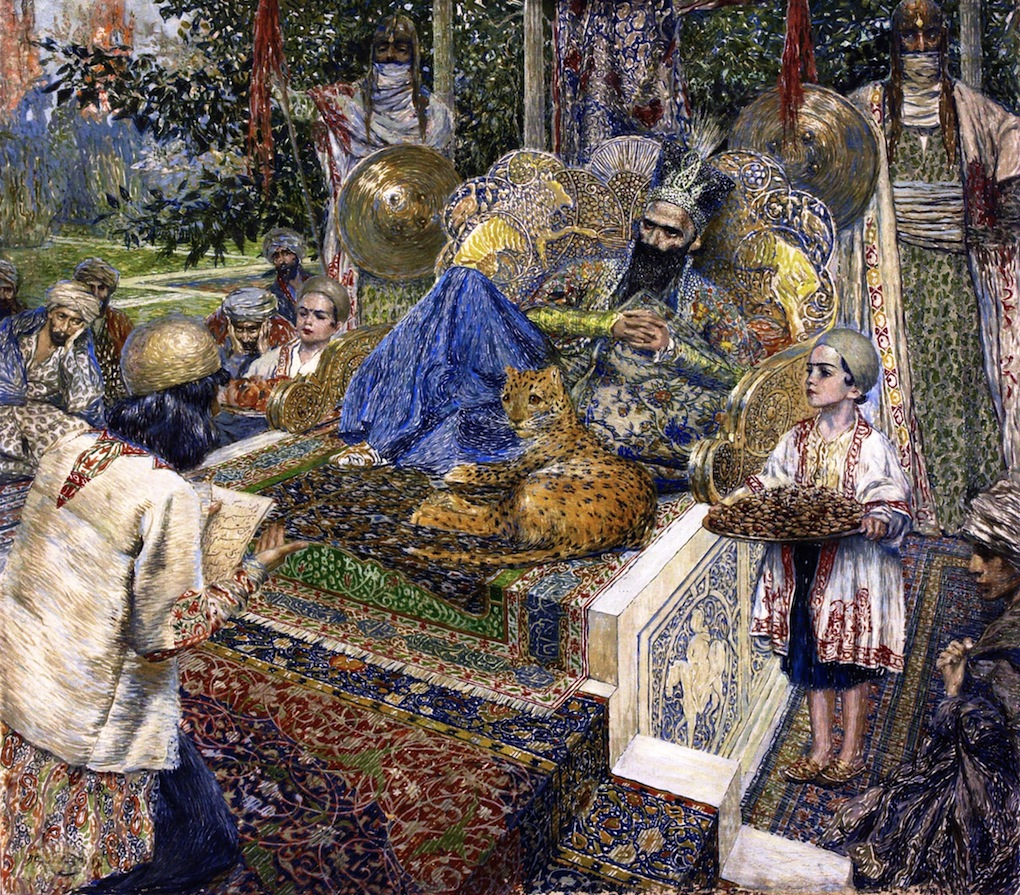
Firdoùsi citind Șah-Namé șahului Mahmud Ghaznavi
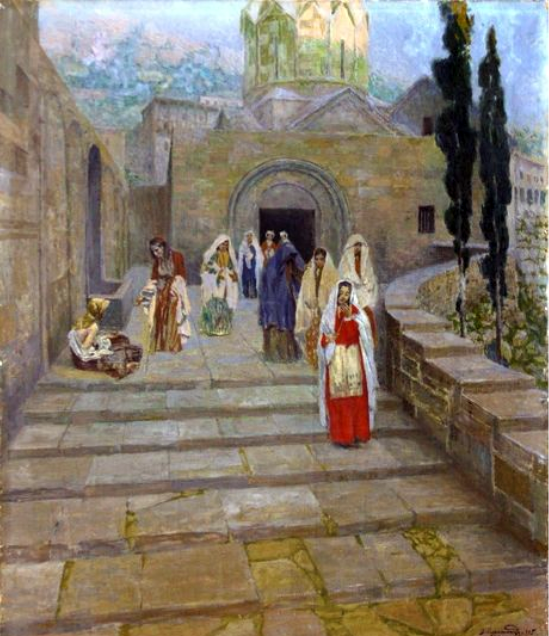
Femei ieșind dintr-o biserică din Ani
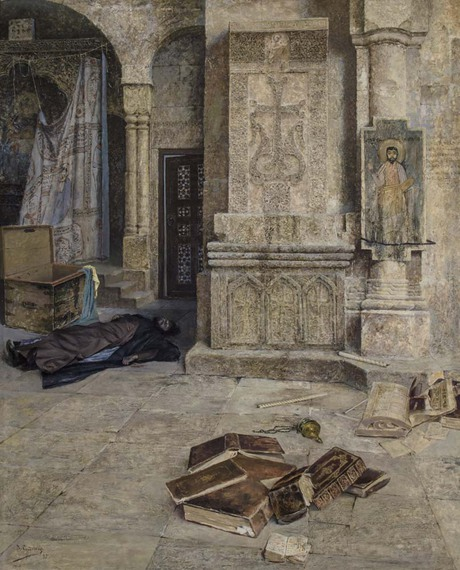
Altarul profanat

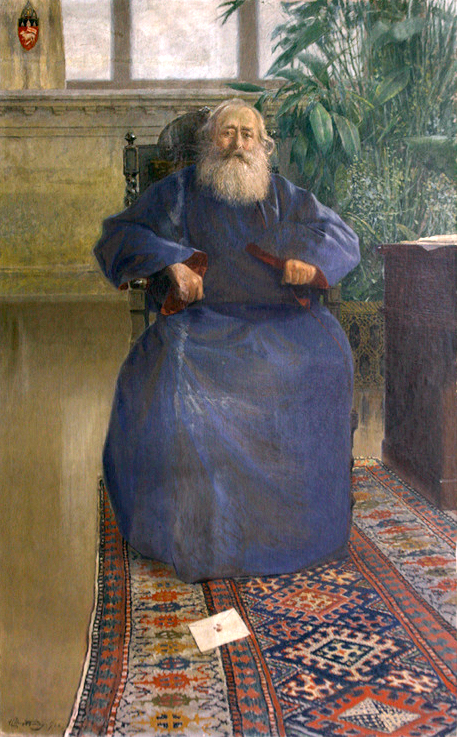
Mkrtich Khrimian
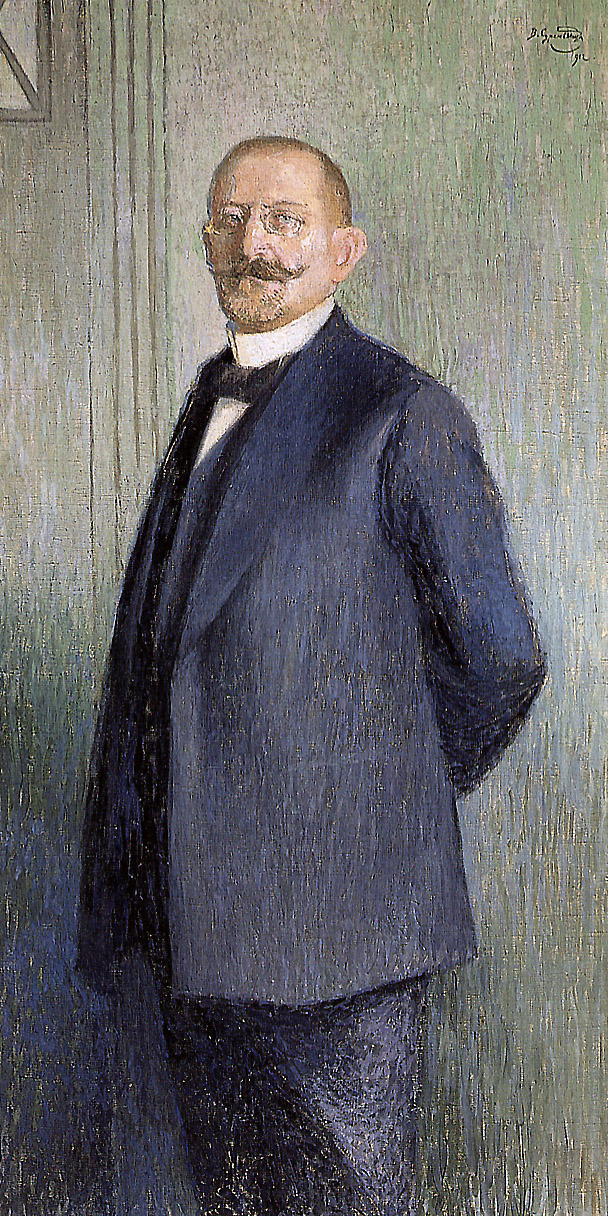
Bărbat necunoscut
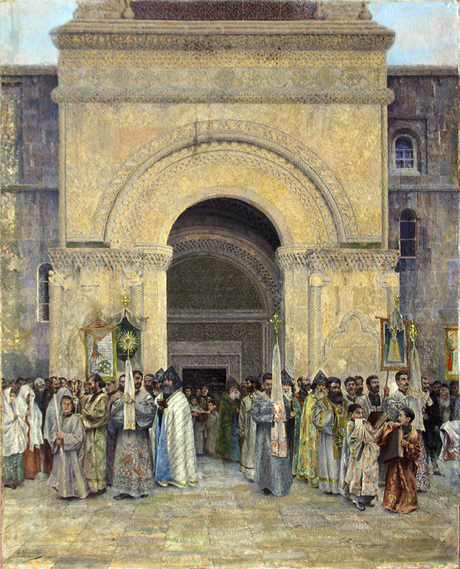
Plecarea în procesiune de la Catedrala Ecimiadzin
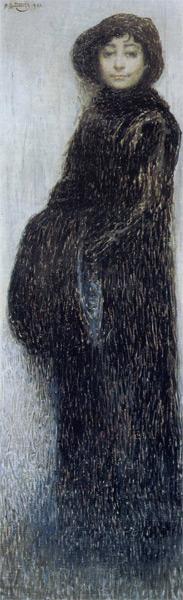
Portretul Annei Idleson
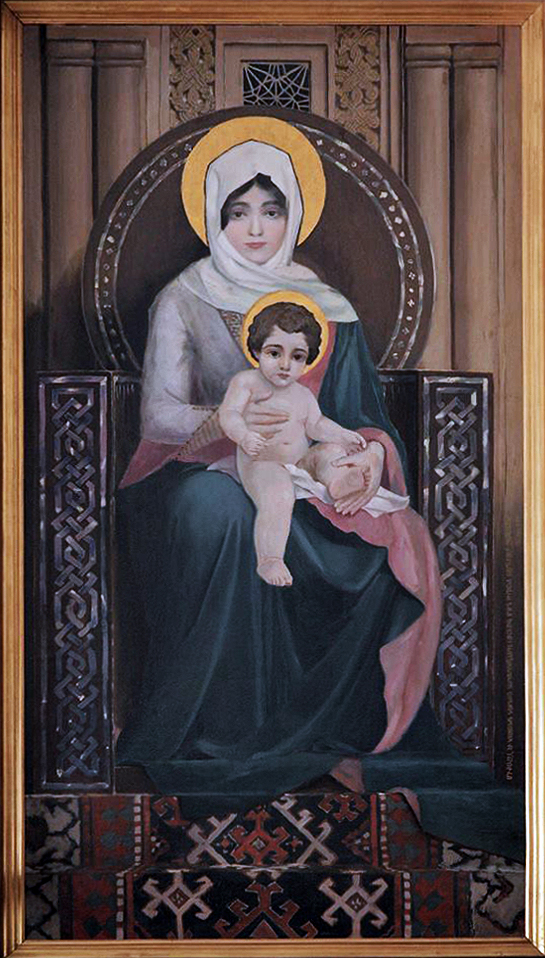
Fecioara

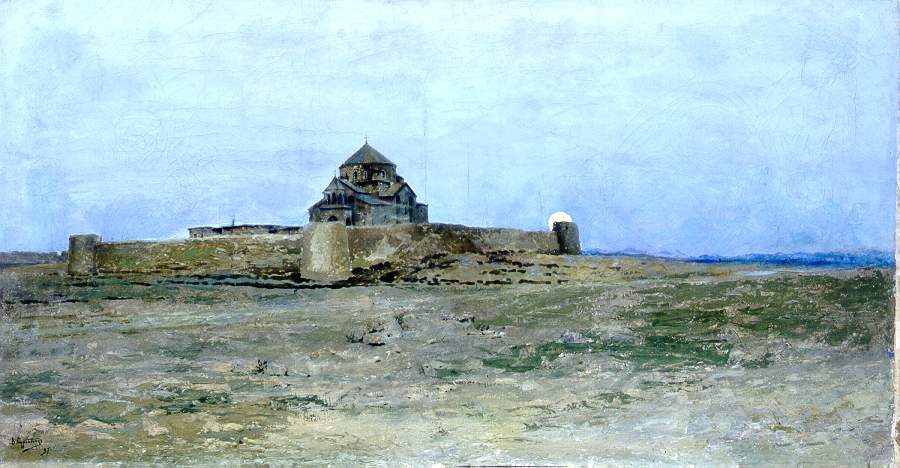
Mănăstirea „Sf. Hripsime”